# グルリアスコ
グルリアスコ（伊: Grugliasco）は、イタリア共和国ピエモンテ州トリノ県にある、人口約37,000人の基礎自治体（コムーネ）。

## 地理

### 位置・広がり

#### 隣接コムーネ
隣接するコムーネは以下の通り。
- コッレーニョ
- リーヴォリ
- トリーノ

## 行政

### 分離集落
グルリアスコには、以下の分離集落（フラツィオーネ）がある。
- Gerbido, Borgata Lesna, Borgata Quaglia, Borgata Paradiso, Borgata Fabbrichetta

San Cassiano, San Sebastiano, Ressia, San Francesco-Fornaci (anche detto "Borgo San Remo"), Santa Maria, Paradiso Quaglia, San Giacomo Fabbrichetta, Gerbido, Lesna.

## 姉妹都市
- エシロル、フランス